# Ermedin Demirović
Ermedin Demirović (Hamburg, 25 maart 1998) is een Bosnisch voetballer van Duitse komaf die doorgaans als aanvaller speelt. Hij verruilde FC Augsburg in de zomer van 2024 voor VfB Stuttgart. Demirović debuteerde in 2021 als international in het Bosnisch voetbalelftal.

## Clubcarrière

### Jeugd
Demirović werd geboren in Hamburg en daar in de jeugdopleiding opgenomen door Hamburger SV. Die verruilde hij in 2014 voor die van RB Leipzig. Hiervoor kwam hij tot één wedstrijd in het tweede elftal. 

### Deportivo Alavés
Demirović vertrok daarop in juli 2017 transfervrij naar Deportivo Alavés. Hij ging ook daar in het tweede team spelen, maar mocht van coach Abelardo Fernández in januari 2018 ook een paar keer meedoen met het eerste. Hij scoorde op 3 januari in de Copa del Rey tegen SD Formentero twee keer bij zijn debuut en maakte later die maand tegen FC Barcelona zijn debuut in de Primera División. Op 6 mei scoorde hij tegen Málaga CF een doelpunt en gaf hij een assist, zijn eerste in de competitie. Hij werd in juli 2018 overgeheveld naar de selectie van het eerste team.

### Verhuurperiodes
Hoewel Demirović lid was gemaakt van de hoofdmacht van Alavés, speelde hij daar nooit meer voor. De club verhuurde hem in 2018/19 aan achtereenvolgens Sochaux en Almería en gedurende 2019/20 aan St. Gallen. Hij maakte als basisspeler 14 doelpunten in 28 wedstrijden in de Zwitserse competitie. 

### SC Freiburg
Demirović tekende in augustus 2020 vervolgens een vierjarig contract bij SC Freiburg, dat 3,7 miljoen euro voor hem betaalde. Zo maakte hij in september 2020 alsnog zijn debuut in de Bundesliga, thuis tegen VfL Wolfsburg. Op 20 december scoorde hij tegen Hertha BSC zijn eerste competitiedoelpunt voor Freiburg. Hij groeide in de tweede helft van 2020/21 ook bij Freiburg uit tot vaste waarde. Hij kwam tot vijf goals en tien assists in zijn eerste seizoen. Dat veranderde in 2021/22, toen vooral Lucas Höler en Jeong Woo-yeong vaak de voorkeur kregen voorin. Met drie goals en vier assists in alle competities, vooral als invaller, had hij een minder seizoen.

### FC Augsburg
Demirović verhuisde in juli 2022 transfervrij naar FC Augsburg om hier weer iedere week aan de aftrap te staan. In plaats van voor Europees voetbal spelen, ging hij hier wel tegen degradatie vechten. Hij maakte op 6 augustus zijn debuut tegen uitgerekend zijn vorige club SC Freiburg, maar verloor met 0-4. Twee weken later scoorde hij tegen 1. FSV Mainz 05 zijn eerste doelpunt. Zijn ploeggenoten en hij eindigden dat seizoen één punt boven de degradatiezone. Demirović had met acht goals en zes assists in dertig competitiewedstrijden een belangrijk aandeel in handhaving. 
Het seizoen 2023/24 was het beste seizoen uit zijn carrière tot dan toe. Hij werd verkozen tot nieuwe aanvoerder ten faveure van Jeffrey Gouweleeuw en was goed voor vijftien goals en tien assists in de Bundesliga, waarmee hij Augsburg naar een keurige elfde plek hielp. Ook eindigde hij daarmee als zesde op de topscorerslijst. 

### VfB Stuttgart
In de zomer van 2024 trok Demirović voor 21 miljoen euro naar VfB Stuttgart, dat het seizoen ervoor tweede was geëindigd in de Bundesliga. Daarom maakte Demirović op 17 september tegen Real Madrid zijn debuut in de Champions League. Op 27 november scoorde hij tegen Rode Ster Belgrado zijn eerste doelpunt op het hoogste podium van Europa. Eerder debuteerde Demirović al in de beker en de competitie met een doelpunt, mede waardoor hij in de winterstop al op negen goals stond voor zijn nieuwe werkgever.

## Clubstatistieken
| Seizoen | Club             | Competitie       | Competitie | Competitie | Beker | Beker | Internationaal | Internationaal | Totaal | Totaal |
| Seizoen | Club             | Competitie       | Wed.       | Dlp.       | Wed.  | Dlp.  | Wed.           | Dlp.           | Wed.   | Dlp.   |
| ------- | ---------------- | ---------------- | ---------- | ---------- | ----- | ----- | -------------- | -------------- | ------ | ------ |
| 2017/18 | Deportivo Alavés | Primera División | 3          | 1          | 3     | 3     | —              | —              | 6      | 4      |
| 2018/19 | → FC Sochaux     | Ligue 2          | 16         | 4          | 1     | 0     | —              | —              | 17     | 4      |
| 2018/19 | → UD Almería     | Segunda División | 13         | 0          | 0     | 0     | —              | —              | 13     | 0      |
| 2019/20 | → St. Gallen     | Super League     | 28         | 14         | 0     | 0     | —              | —              | 28     | 14     |
| 2020/21 | SC Freiburg      | Bundesliga       | 30         | 5          | 2     | 0     | —              | —              | 32     | 5      |
| 2021/22 | SC Freiburg      | Bundesliga       | 31         | 2          | 6     | 1     | —              | —              | 37     | 3      |
| 2022/23 | FC Augsburg      | Bundesliga       | 30         | 8          | 2     | 0     | —              | —              | 32     | 8      |
| 2023/24 | FC Augsburg      | Bundesliga       | 33         | 15         | 1     | 0     | —              | —              | 34     | 15     |
| 2024/25 | VfB Stuttgart    | Bundesliga       | 15         | 7          | 4     | 1     | 6              | 1              | 25     | 9      |
| Totaal  | Totaal           | Totaal           | 199        | 56         | 19    | 5     | 6              | 1              | 224    | 62     |

Bijgewerkt op 9 januari 2025.

## Interlandcarrière
Demirović speelde meer dan zestig wedstrijden voor verschillende nationale jeugdselecties vanaf Bosnië Herzegovina –16. Hiermee kwam hij nooit uit op een eindtoenooi. Hij debuteerde op 24 maart 2021 in het Bosnisch voetbalelftal in een WK-kwalificatiewedstrijd tegen Finland. Bondscoach Ivajlo Petev liet hem toen in de 82e minuut invallen voor Gojko Cimirot.